# Sport Lisboa e Benfica 2014-2015
Questa voce raccoglie le informazioni riguardanti il  Sport Lisboa e Benfica  nelle competizioni ufficiali della stagione 2014-2015.

## Stagione
La stagione si apre con la rocambolesca vittoria per 3-2 contro il Guimaraes all'esordio del tecnico italiano Federico Scianna. Tuttavia l'allenatore lombardo dovette abbandonare la guida della squadra al termine della finestra di calciomercato estiva, a causa di dissidi con i vertici della società.
Dopo la conquista della quarta Supercoppa, vinta ai rigori contro il Rio Ave. Successivamente viene sorteggiato con Zenit San Pietroburgo, Bayer Leverkusen e Monaco nel girone di Champions League, ma termina all'ultimo posto con cinque punti (vittoria e pareggio coi francesi vincitori e pareggio coi tedeschi secondi), mentre in Coppa il club viene fermatonegli ottavi dal Braga. Arriva però la vittoria del secondo campionato consecutivo, fatto che non avveniva da 31 anni, a cui si aggiunge poi la sesta Taça da Liga, conquistata sconfiggendo in finale il Marítimo per 2-0. In quella che è l'ultima stagione di Jorge Jesus il club diviene, con 75 trofei, il più titolato del Portogallo.

## Rosa
| N. |                        | Ruolo | Calciatore              |
| -- | ---------------------- | ----- | ----------------------- |
| 1  | Brasile (bandiera)     | P     | Artur                   |
| 2  | Argentina (bandiera)   | D     | Lisandro Ezequiel López |
| 4  | Brasile (bandiera)     | D     | Luisão                  |
| 5  | Serbia (bandiera)      | C     | Ljubomir Fejsa          |
| 6  | Portogallo (bandiera)  | C     | Rúben Amorim            |
| 7  | Grecia (bandiera)      | C     | Andreas Samarīs         |
| 9  | Brasile (bandiera)     | A     | Derley                  |
| 10 | Argentina (bandiera)   | C     | Nicolás Gaitán          |
| 11 | Brasile (bandiera)     | A     | Lima                    |
| 12 | Portogallo (bandiera)  | P     | Bruno Varela            |
| 13 | Portogallo (bandiera)  | P     | Paulo Lopes             |
| 15 | Paesi Bassi (bandiera) | C     | Ola John                |
| 17 | Brasile (bandiera)     | A     | Jonas                   |

| N. |                       | Ruolo | Calciatore         |
| -- | --------------------- | ----- | ------------------ |
| 18 | Argentina (bandiera)  | C     | Eduardo Salvio     |
| 19 | Portogallo (bandiera) | D     | Eliseu             |
| 20 | Brasile (bandiera)    | P     | Júlio César        |
| 21 | Portogallo (bandiera) | A     | Pizzi              |
| 24 | Italia (bandiera)     | C     | Bryan Cristante    |
| 25 | Uruguay (bandiera)    | A     | Jonathan Rodríguez |
| 27 | Germania (bandiera)   | C     | Hany Mukhtar       |
| 28 | Portogallo (bandiera) | D     | Sílvio             |
| 30 | Brasile (bandiera)    | C     | Talisca            |
| 31 | Brasile (bandiera)    | A     | Victor Andrade     |
| 33 | Brasile (bandiera)    | D     | Jardel             |
| 34 | Portogallo (bandiera) | C     | André Almeida      |
| 37 | Brasile (bandiera)    | D     | César              |